# 日本組曲 (ホルスト)
『日本組曲』 (にほんくみきょく、Japanese Suite) 作品33は、グスターヴ・ホルストによって1915年に作曲された、6楽章から成るバレエ音楽。全編を通して日本民謡の旋律により構成されている。

## 作曲の経緯
舞踊家伊藤道郎の依頼により、『惑星』の作業を中断して書かれた。旋律は伊藤道郎の口からホルストが採譜したとされ、「ねんねんころりよおころりよ」の歌詞で知られる子守唄(これはしばしば「江戸子守唄」などと呼ばれる)などが使われている。1916年にロンドンでこの曲の伊藤道郎による舞踊公演が行われたとされるが、異論がある。
東京音楽大学の武石みどりの研究では、上記説の一部が否定されている。武石は“ブリティッシュ・ライブラリーにある『日本組曲』のスコア（Add. Ms 57882）のタイトルページには、ホルストの自筆で「マリオネット・ダンス以外の部分の主題を提供してくれた日本のダンサー伊藤道郎のために作曲した」ことが明記されている。”とし、一部の曲は伊藤から採譜されたものではないことを示し、また“初めてパート譜が作成され作品が初演されたのは、伊藤が米国に渡った後、1919年3月22日”、“伊藤が1916年8月までロンドンに滞在していたにもかかわらず、伊藤の踊りで『日本組曲』が初演された記録はない。『日本組曲』は伊藤の依頼により特定の機会に初演するために作曲されたものではなかったということが推測される。”

## 構成
1. 前奏曲 - 漁師の歌 (Prelude - Song of the Fisherman )
2. 儀式の踊り (Ceremonial Dance )
3. 操り人形の踊り (Dance of the Marionette )
4. 間奏曲 - 漁師の歌 (Interlude - Song of the Fisherman )
5. 桜の木の下での踊り (Dance Under the Cherry Tree )
6. 終曲 - 狼たちの踊り (Finale - Dance of the Wolves )

「操り人形の踊り」については「『惑星』の第3曲〈水星〉作曲の直前に作られたため、両者には性格と表現に共通性がある。」とも評されている。